# Jewels II
Jewels II – wydana w 2004 w Japonii płyta CD z przekrojem utworów grupy Queen z lat 70 i 80. – kontynuacja albumu Jewels. Zawiera 18 utworów.

## Lista utworów
1. „Tie Your Mother Down” (Air Guitar Edit)
2. „Hammer to Fall”
3. „Bicycle Race”
4. „I Want to Break Free”
5. „Good Old-Fashioned Lover Boy”
6. „Save Me”
7. „One Vision”
8. „I Want It All”
9. „Love of My Life”
10. „’39”
11. „Made in Heaven”
12. „Now I’m Here”
13. „Seven Seas of Rhye”
14. „Keep Yourself Alive”
15. „These Are the Days of Our Lives”
16. „Teo Torriatte (Let Us Cling Together)” - High Definition Mix 2005
17. „We Will Rock You” - CD-ROM Video
18. „We Are the Champions” - CD-ROM Video